# Rann van Kutch

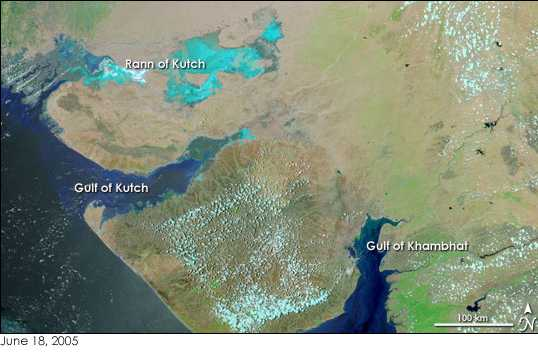
Satellietopname van de Rann van Kutch en omgeving. De Rann van Kutch is in het lichtblauw

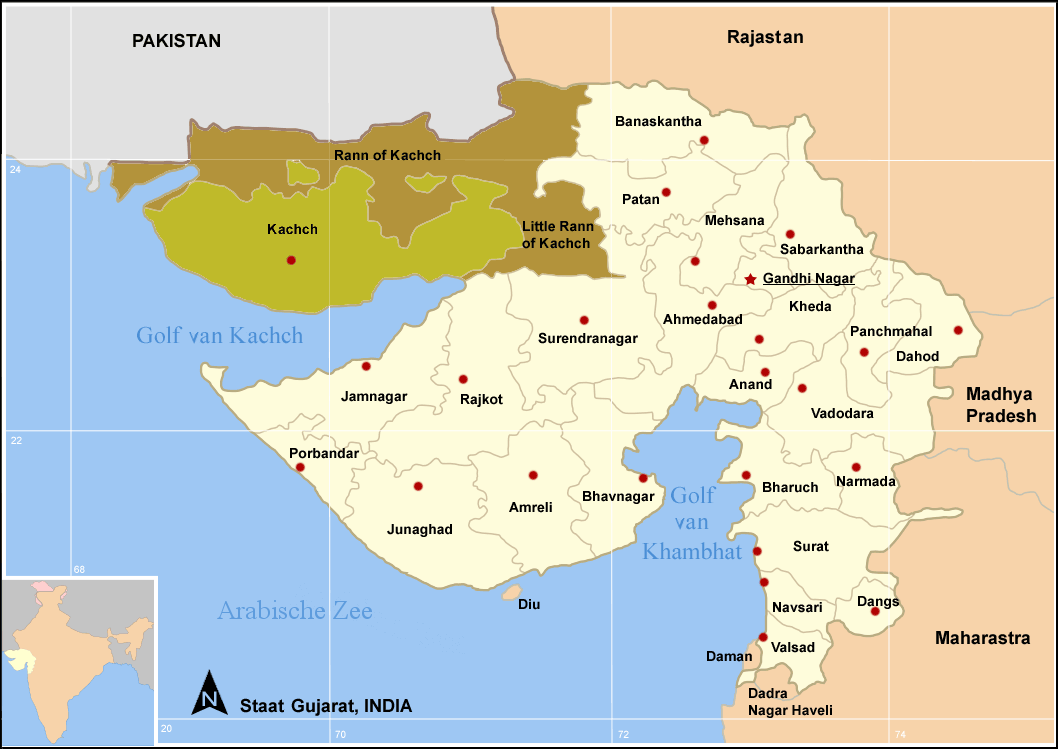
Het district Kutch, met in het donkere bruin de Rann van Kutch

De Rann van Kutch of Rann van Kachchh is een zoutvlakte en seizoensgebonden moerasgebied in het uiterste zuidwesten van de Tharwoestijn, in de Indiase staat Gujarat en de Pakistaanse provincie Sindh. De naam Rann komt uit het Hindi-woord ran, wat zoutmoeras betekent. Kutch is de naam van het district waarbinnen het grootste deel van het gebied is gelegen.

## Geografie
De Rann van Kutch beslaat zo'n 26.000 vierkante kilometer, in een gebied ruwweg tussen de Golf van Kutch, de monding van de rivier de Indus en tot aan de grens met het zuidwesten van Rajastan. De Luni (rivier), die in Rajastan ontspringt, mondt uit in de noordoostelijke hoek van de Rann. In het westen, voorbij het punt waar de rivier de Nara zijn buiten de moesson droogvallende monding heeft, loopt de Rann van Kutch over in de Indusdelta. De Rann wordt verdeeld in de Grote Rann van Kutch in het noorden tegen de grens van Pakistan aan en de Kleine Rann van Kutch ten oosten en in het verlengde van de Golf van Kutch. De Rann ligt op een gemiddelde hoogte van vijftien meter boven zeeniveau.
In India's zomermoesson wordt de vlakke woestijn van zoute klei en modder gevuld met stilstaand water, wat een broedgebied vormt voor enkele van de grootste zwermen gewone en kleine flamingo's.
Belangrijke bewoonde plaatsen in en rondom het gebied zijn Bhuj, Anjar, Khandla, Rapar, Radhanpur en Dhrangadhra.

## Ontstaan
Het gebied was ooit een grote ondiepe inham van de Arabische Zee. Totdat een aanhoudende tektonische opheffing de verbinding met de zee afsloot, werd er een meer gecreëerd, dat nog steeds te bevaren viel in de tijd van Alexander de Grote. Later droogde het gebied op en werd het een grote zoutvlakte.
De rivier de Ghaggar mondde oorspronkelijk uit in de Rann van Kutch, echter duizenden jaren geleden droogde de benedenstroom van de rivier op, nadat de hogergelegen zijrivieren door de Indus en de Ganges werden ingevangen. Sporen van de delta aan de noordkant van de Rann van Kutch zijn in 2000 gedocumenteerd door de Geological Survey of India.

## Economie en bevolking
Het voor mensen ongastvrije zoute laagland is rijk aan aardgas en is een belangrijk zoutwinningsgebied. De mensen die zout winnen in de Rann van Kutch behoren tot de armste bevolkingsgroepen van India.

## Politiek
De noordgrens van de Rann van Kutch met Pakistan en dan vooral de Sir Creek, is een belangrijk onderwerp van het aanhoudende grensgeschil tussen India en Pakistan. Onenigheid over Sir Creek in maart en april 1965 droeg bij aan de Tweede Kasjmiroorlog van datzelfde jaar, toen hier gevechten uitbraken tussen Indiase en Pakistaanse strijdkrachten. In juni 1965 haalde de Britse premier Harold Wilson beide landen over om hun vijandigheden te staken en om een tribunaal op te richten om de onenigheid te beslechten. Als gevolg van de hieropvolgende uitspraak in 1968 kreeg Pakistan tien procent van zijn eerdere claim van 9000 km², zodat ruim het grootste deel van de Rann van Kutch bij India bleef. De spanningen in het gebied liepen opnieuw op gedurende het Atlantique-incident in 1999.

## Natuur
De Rann is ook bekend om het reservaat voor wilde ezels, gelegen in de Kleine Rann van Kutch. Hier bevindt zich de laatste groep Indische wilde ezels (Equus hemionus khur) van Azië, samen met wolven, vossen, jakhalzen, Indische gazelles, Nijlgaus en Indische antilopes.
De Rann van Kutch is verder de enige locatie in India en Pakistan die als verblijfplaats dient voor migrerende flamingo's. Het gebied is tevens een rustgebied voor migrerende Siberische vogels en er zijn dertien soorten leeuweriken.